# Valora
A Valora S.A. é uma empresa portuguesa instalada no Carregado, Alenquer e detida a 100% pelo Banco de Portugal.
A Valora produz uma parcela das notas de 20 euros postas em circulação na União Europeia.
O código de fabricante (impresso na frente das notas de euro) atribuído à Valora é o M.